# Genera et Species Gentianearum adjectis observationibus quibusdam phytogeographicis
Genera et Species Gentianearum adjectis observationibus quibusdam phytogeographicis (abreviado Gen. Sp. Gent.) es un libro con ilustraciones y descripciones botánicas que fue escrito por el botánico, geobotánico, pteridólogo y fitogeógrafo alemán August Heinrich Rudolf Grisebach y publicado en Stuttgart el año 1838.